# Carne (curta-metragem)
Carne é um  documentário de animação em curta-metragem brasileiro de 2019, escrito e dirigido por Camila Kater. Teve sua estreia mundial na competição de curtas na mostra Pardi di Domani do Festival de Locarno, onde ganhou uma menção especial do Júri Jovem. O filme é uma coprodução entre Brasil e Espanha. Misturando diversas técnicas de animação, o curta retrata o depoimento documentário de cinco mulheres acerca da relação com seus corpos.
O filme foi selecionado e premiado em alguns dos mais importantes festivais de cinema do mundo, entre eles o Festival de Toronto, Festival do Rio, Festival de Brasília, Mostra de Cinema de Tiradentes, Festival de Cinema de Animação de Annecy e outros. O filme foi indicado a um prêmio Goya e foi qualificado para concorrer ao Oscar em 2021.